# Przejście graniczne Pietraszyn-Sudice
Przejście graniczne Pietraszyn-Sudice – polsko-czeskie drogowe przejście graniczne położone w województwie śląskim, w powiecie raciborskim, w gminie Krzanowice, w miejscowości Pietraszyn, zlikwidowane w 2007.

## Opis
Przejście graniczne Pietraszyn-Sudice z miejscem odprawy granicznej po stronie polskiej w miejscowości Pietraszyn, utworzono w październiku 1993. Czynne było całą dobę. Dopuszczony był ruch pieszych, rowerzystów, motocykli, samochodów osobowych, autokarów, samochodów ciężarowych o masie całkowitej do 20 ton z wyłączeniem towarów podlegających kontroli weterynaryjnej i fitosanitarnej od 13 lipca 2000 oraz mały ruch graniczny. Kontrolę graniczną osób, towarów i środków transportu wykonywała Graniczna Placówka Straży Granicznej w Pietraszynie (GPK SG w Pietraszynie), a następnie Placówka Straży Granicznej w Pietraszynie (Placówka SG w Pietraszynie).
Do przejścia granicznego po polskiej stronie, można było dojechać drogą wojewódzką nr 916, która następnie po czeskiej stronie przechodziła w drogę nr 46.
21 grudnia 2007 na mocy układu z Schengen przejście graniczne zostało zlikwidowane.

### Przejście graniczne z Czechosłowacją
W okresie istnienia Czechosłowackiej Republiki Socjalistycznej funkcjonowało w tym miejscu polsko-czechosłowackie przejście graniczne małego ruchu granicznego Pietraszyn-Sudice – II kategorii. Zostało utworzone 13 kwietnia 1960. Czynne było w okresie 15 marca–30 grudnia w godz. 6.00–19.00. Dopuszczony był ruch osób i środków transportu na podstawie przepustek w związku z użytkowaniem gruntów. Odprawę graniczną i celną wykonywały organy Wojsk Ochrony Pogranicza. Kontrolę graniczną i celną osób, towarów oraz środków transportu wykonywała Strażnica WOP Krzanowice.
Formalnie przejście graniczne zostało zlikwidowane 24 maja 1985.

## Galeria

Przejście graniczne Pietraszyn-Sudice
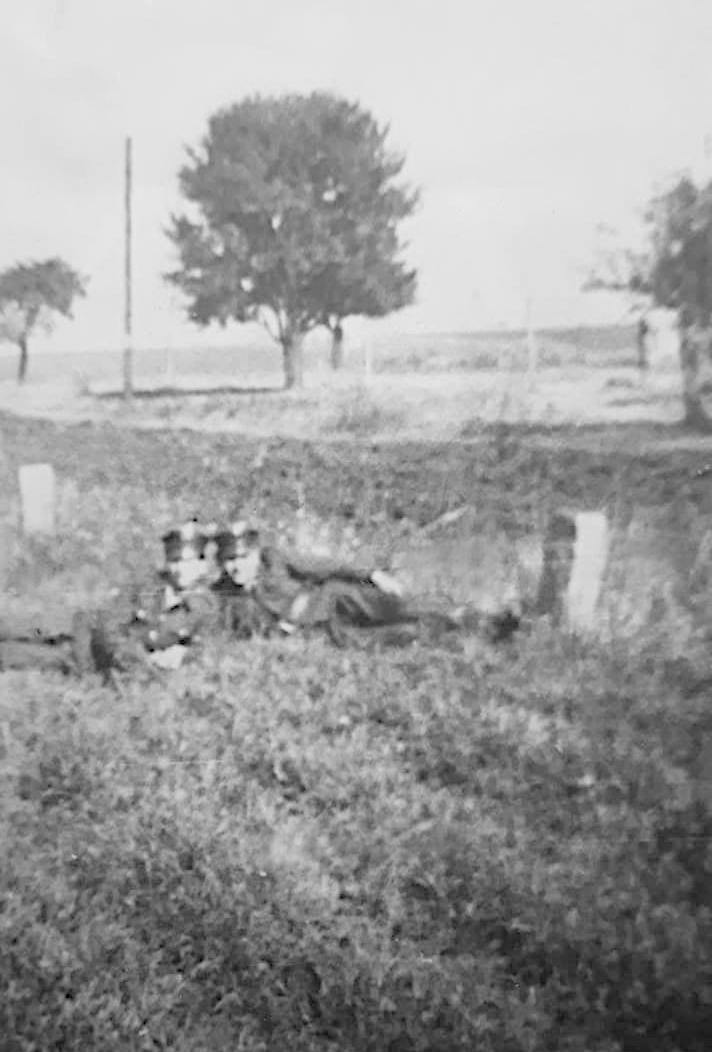
Żołnierze WOP na przejściu granicznym mrg Pietraszyn-Sudice (1961)
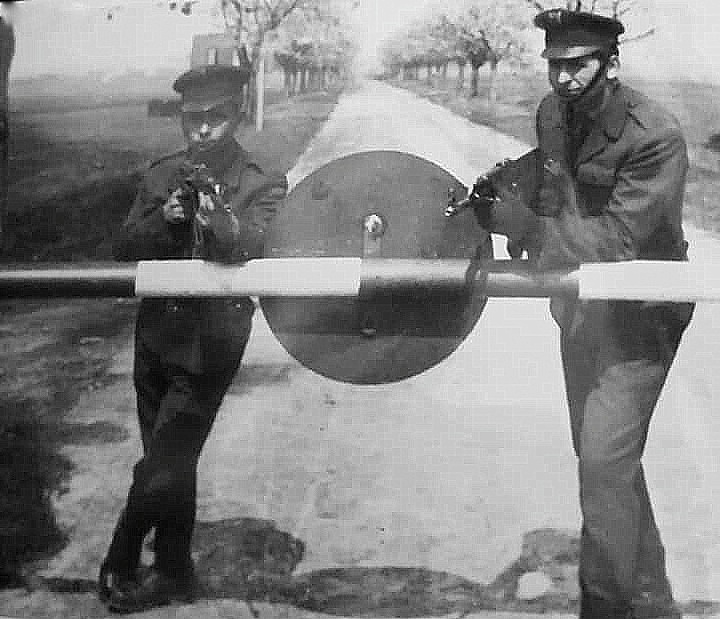
Żołnierze WOP na przejściu granicznym mrg Pietraszyn-Sudice (1970)
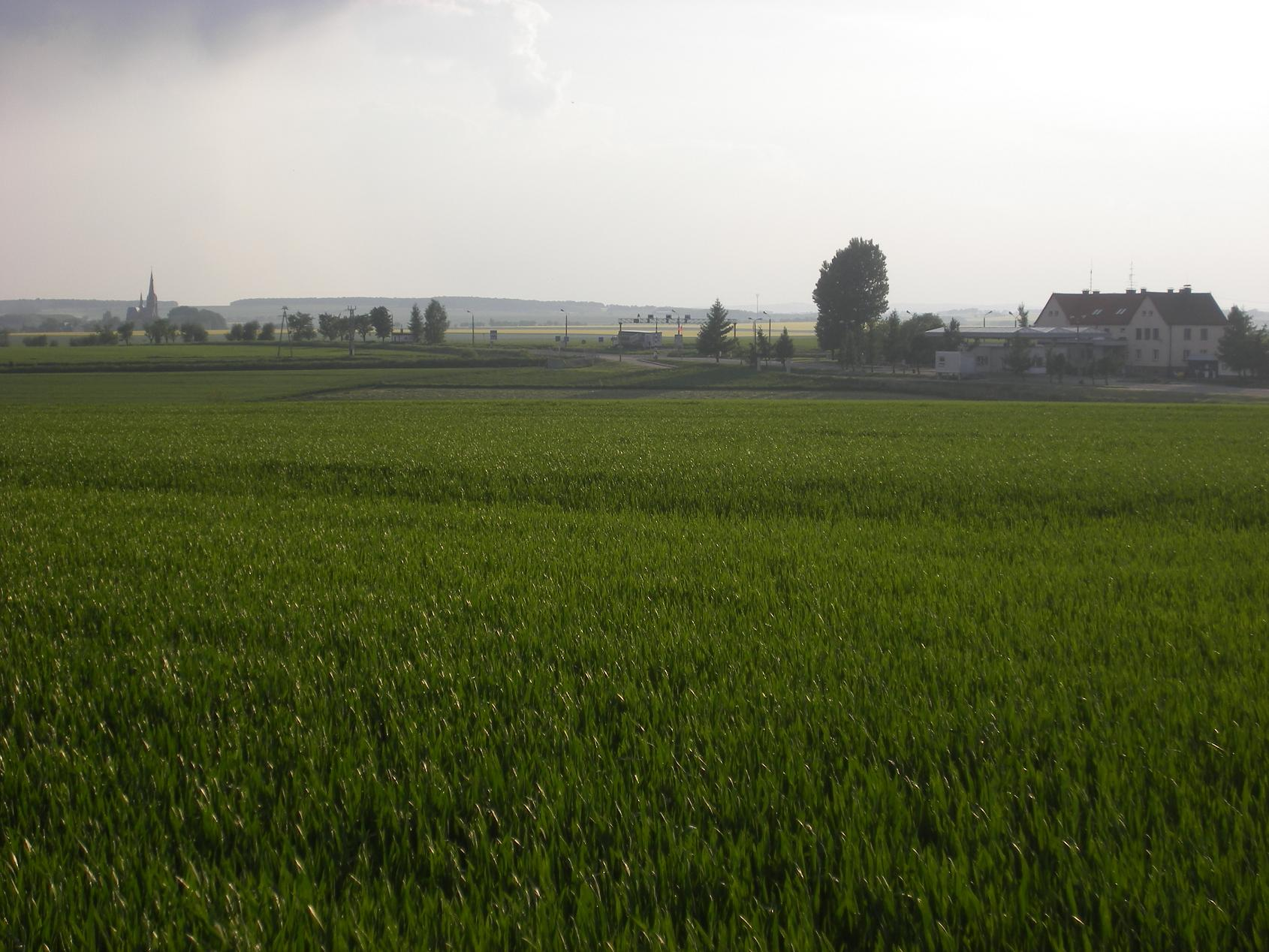
(maj 2008)
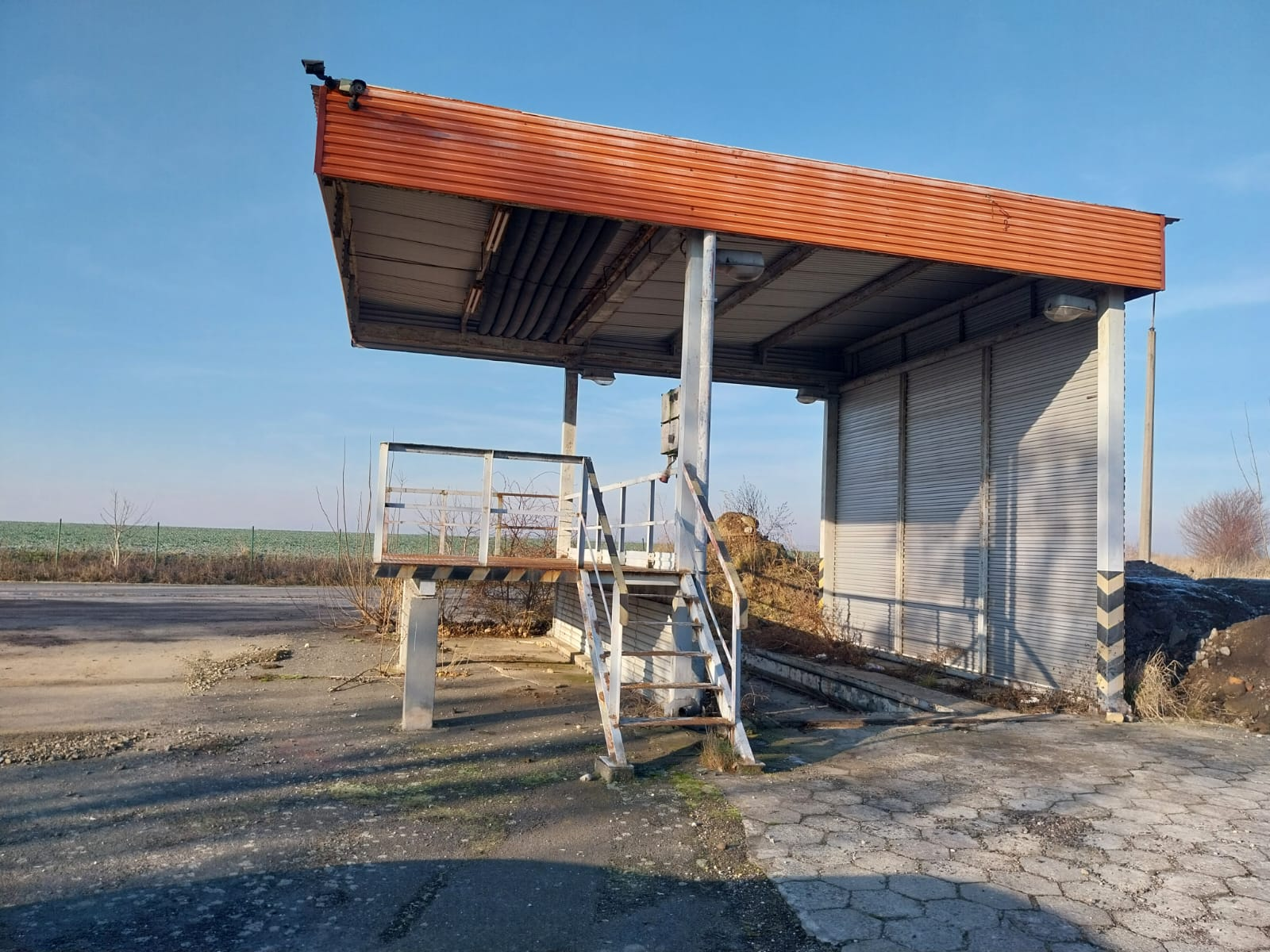
(grudzień 2024)